# Maison Joseph-Joubert
La maison Joseph-Joubert est une maison située à Villeneuve-sur-Yonne, en France.

## Localisation
La maison est située dans le département français de l'Yonne et la commune de Villeneuve-sur-Yonne. Elle se trouve dans la rue Joubert (anciennement rue du Pont) reliant l'église Notre-Dame-de-l'Assomption de Villeneuve-sur-Yonne au pont Saint-Nicolas franchissant l'Yonne.

## Historique
Après son mariage avec Victoire Moreau le 8 juin 1793, le philosophe  s'installe à Villeneuve-sur-Yonne, rue du Pont, dans la maison de sa belle-famille. Il partage sa vie et ses écrits entre Paris et cette maison jusqu'à sa mort en 1824 ; Chateaubriand séjourna plusieurs fois dans cette maison, tout comme Pauline de Beaumont. Par la suite la rue du Pont devient la rue Joubert, et la maison prend son nom actuel. 
L'édifice est inscrit au titre des monuments historiques le 7 mars 1990. En novembre 2025, après une tranche de restauration avec la DRAC de Bourgogne Franche-Comté, la maison reçoit le label "Maisons des Illustres" décerné par le ministère de la Culture. Elle est ouverte au public depuis l'été 2025 (voir le site de la Maison de Joubert).